# Déjame
«Déjame» es una canción del grupo español de pop-rock Los Secretos.

## Historia
Escrito por Enrique Urquijo en 1978, el tema se incluyó en una maqueta del grupo Tos, predecesor de Los Secretos. La maqueta fue promocionada por el locutor de la emisora de radio Onda 2 Gonzalo Garrido, quien les animó a arreglarla en un ritmo algo más rápido y les ayudó a buscar compañía discográfica. La canción se publica por primera vez en 1980, en un EP que llevaba el título Los Secretos y en el que además se incluyen "Niño mimado", "Sobre un vidrio mojado" y "Loca por mí". Producidas por Juan Luis Izaguirre, las canciones del EP disfrutaban de un sonido inusualmente bueno para una banda en sus comienzos. "Déjame" era el tema estrella del disco y fue el primer éxito de Los Secretos, así como una de las primeras canciones de la Movida Madrileña en alcanzar al gran público más allá de la llamada Nueva Ola.
Poco después de la publicación del EP, cuyas ediciones se agotaron rápidamente, Déjame se publica en formato sencillo. Un año más tarde, el tema abre la cara B del primer LP del grupo, igualmente titulado Los Secretos.
Convertida en uno de los himnos de la Movida Madrileña, la canción devino el que sería el mayor éxito en la historia del grupo y se ha incluido en todos los recopilatorios y discos en directo editados por la banda.
Por el contrario, "Déjame" no aparece en ninguno de los álbumes publicados por Enrique Urquijo con su banda Los Problemas, en los que sí se incluyen otras versiones de temas de Los Secretos (tales como "Agárrate a mí, María", "Buena chica", "Continuará", "Hoy no", "No digas que no", "Otra tarde", "Quiero beber hasta perder el control", "Siempre hay un precio" y "Volver a ser un niño").
El tema ha sido calificado por la revista Rolling Stone en el número 32 de las 200 mejores canciones del pop-rock español, según el ranking publicado en 2010.

## Versiones
El tema fue grabado de nuevo para el recopilatorio Grandes éxitos de 1996, y presenta un ritmo algo más lento. En 2002 se graba con voz de Álvaro Urquijo en el disco 25 años del Penta. Existen dos versiones con acompañamiento de orquesta para los LP Con cierto sentido (2003) y La Edad de Oro del Pop Español (2006), así como una versión en inglés hecha por el grupo estadounidense The Mockers (2004).
En 2000, en el disco A tu lado - Un homenaje a Enrique Urquijo, se graba una versión con las voces de Pau Donés, Carlos Goñi, Cristina Lliso, Javier Álvarez, Manolo Tena, Jesús Cifuentes, Nacho Campillo, Miguel Ríos, José María Granados, Javier Urquijo, David Summers, Mikel Erentxun, Carlos Tarque y Teo Cardalda.
En 2010 Soledad Giménez grabó una versión con influencias de jazz que incluyó en su LP Pequeñas cosas.
Déjame aparece en los siguientes álbumes de Los Secretos:
- Los Secretos (EP) (1980) Polydor - primera versión
- Los Secretos (1981) Polydor - primera versión
- Lo mejor (1985) - versión de 1980
- Directo (1988) Twins - versión en concierto de 1988
- La historia de Los Secretos (1996) - maqueta de Tos y versión de 1996
- Grandes éxitos (1996) - versión de 1996
- A tu lado - Un homenaje a Enrique Urquijo (2000) - versión de 2000 con voces de varios artistas
- Grandes éxitos, ed. revisada y remasterizada (2001) - versión de 1996
- Con cierto sentido (2003) Dro - versión en concierto de 2003
- 30 años (2007) - versión de 1996 y versión en concierto de 2006 en La Edad de Oro del Pop Español
- Gracias por elegirme - Las Ventas 10 octubre 2008 (2008) Dro - versiones en concierto de (2008): al completo y a cappella.
- Déjame (2016) Los Secretos 35 Aniversario (2016): Versión de Annie B Sweet.

El tema es interpretado en la película Los 2 lados de la cama (2005) y por la actriz Paula Prendes en una escena de la película Fuga de cerebros 2 (2011). Igualmente forma parte del repertorio de los espectáculos 40. El Musical (2009) y Escuela de calor (2013).